# Cerkiew Zesłania Ducha Świętego w Dzierzgoniu
Cerkiew Zesłania Ducha Świętego – cerkiew greckokatolicka znajdująca się w mieście Dzierzgoń, w województwie pomorskim.

## Opis
Świątynia została zbudowana przed 1717 roku jako kościół klasztorny Bernardynów Reformatów z wykorzystaniem wschodniej partii gotyckiej poprzedniej świątyni; salowy z kaplicą od południa. W świątyni znajduje się odeskowany strop beczkowy pokryty polichromią. Na łuku tęczowym są umieszczone herby Radwan i Lubicz.
Od 1957 należy do grekokatolików.